# عواء أحمر اليد
عواء أحمر اليد (الاسم العلمي: Alouatta belzebul) هو نوع من الحيوانات يتبع جنس سعدان العواء من فصيلة السعادين عنكبوتية.